# Acalolepta enganensis
Acalolepta enganensis är en skalbaggsart som beskrevs av Stefan von Breuning 1961. Acalolepta enganensis ingår i släktet Acalolepta och familjen långhorningar. Inga underarter finns listade i Catalogue of Life.